# Вудс, Меган
Меган Чери Вудс (англ. Megan Cherie Woods, род. 4 ноября 1973, Крайстчерч, Новая Зеландия) — новозеландский политический и государственный деятель. Член Лейбористской партии. Действующий министр жилищного строительства с 27 июня 2017 года, министр энергетики и природных ресурсов, исследований, науки и инноваций с 26 октября 2017 года. В прошлом — министр регенерации Большого Крайстчерча (2017—2020). Член парламента от избирательного округа Виграм с 2011 года.

## Биография
Родилась 4 ноября 1973 года и выросла в Виграме, пригороде Крайстчерча. Училась в Колледже католического собора в Крайстчерче. Окончила Университет Кентербери, где получила докторскую степень (PhD) по истории.
Работала в 2005—2008 гг. бизнес-менеджером в Королевском научно-исследовательском институте Crop & Food Research и его преемнике Plant & Food Research.
С 1999 года была членом партии Альянс, а после её раскола в 2002 году — Прогрессивной партии. В 2007 году перешла в Лейбористскую партию. Участвовала в парламентских выборах 2005 года в округе Центральный Крайстчерч, где набрала 1077 голосов (3,2%), но не прошла в парламент. В 2007 году участвовала в выборах мэра Крайстчерча, на которых получила 32 821 голосов (31,71%) и уступила Бобу Паркеру, который получил 47 033 голоса. На парламентских выборах 2011 года участвовала как кандидат от оппозиционной Лейбористской партии в округе Виграм вместо Джима Андертона, получила 45,11% голосов и была избрана. Переизбрана на выборах 2014 года, 2017 года и 2020 года.
После выборов 2017 года получила портфель министра в коалиционном правительстве, а после выборов 2020 года в однопартийном правительстве лейбористов.